# Finale del campionato NFL 1940
La finale del campionato NFL 1940 è stata la 8ª del campionato della NFL. La gara si disputò al Griffith Stadium di Washington l'8 dicembre 1940.  I Chicago Bears batterono i Washington Redskins, 73–0, tutt'oggi il passivo più largo della storia della NFL. La gara fu trasmessa via radio dal Mutual Broadcasting System, la prima sfida per il titolo NFL trasmessa in tutta la nazione.

## Antefatti
Washington aveva battuto Chicago per 7–3 durante la stagione regolare tre settimane prima. Dopo quella partita, il proprietario dei Redskins George Preston Marshall disse ai cronisti che i Bears erano dei "frignoni" e dei "codardi" quando la gara si faceva dura. Mentre i Bears si preparavano per la rivincita, l'allenatore di Chicago George Halas caricò i suoi giocatori, mostrando loro gli articoli dei giornali che contenevano i commenti di Marshall.
Prima della partita, l'amico di Halas, Clark Shaughnessy, che in quel momento stava allenando gli imbattuti Stanford Indians, contribuì alle tattiche per la partita dei Bears. Shaughnessy decifrò diversi segnali per i movimenti dei linebacker che aveva notato che i Redskins stavano usando.

## Marcature
- CHI TD – Osmanski su corsa da 68 yard (extra point trasformato da Manders) CHI 7–0
- CHI TD – Luckman su corsa da 1 yard (extra point trasformato da Snyder) CHI 14–0
- CHI TD – Maniaci su corsa da 42 yard (extra point trasformato da Martinovich) CHI 21–0
- CHI TD – Kavanaugh su passaggio da 30 yard di Luckman (extra point trasformato da Snyder) CHI 28–0
- CHI TD – Pool su ritorno di intercetto da 15 yard (extra point trasformato da Plasman) CHI 35–0
- CHI TD – Nolting su corsa da 23 yard (extra point fallito) CHI 41–0
- CHI TD – McAfee su ritorno di intercetto da 35 yard (extra point trasformato da Stydahar) CHI 48–0
- CHI TD – Turner su ritorno di intercetto da 20 yard (extra point fallito) CHI 54–0
- CHI TD – Clarke su corsa da 64 yard (kick failed) CHI 60–0
- CHI TD – Famiglietti su corsa da 2 yard CHI 67–0
- CHI TD – Clarke su corsa da 1 yard (passaggio fallito) CHI 73–0

## Eredità
Al 2020, la gara rimane la più a senso unico della storia della NFL. I 73 punti di Chicago sono il massimo segnato nella storia della lega, nella stagione regolare o nei playoff. I sette touchdown su corsa di Chicago sono il secondo massimo nella storia e il massimo in una gara di playoff.
The First Fifty Years, un libro del 1969 che documenta il primo mezzo secolo della NFL, inserì questa partita come una tra le dieci più importanti e che contribuirono alla crescita del football negli Stati Uniti. "Una domenica nel dicembre del 1940," afferma il libro, "i Chicago Bears giocarono il football perfetto per una percentuale dell'ora ufficiale di gioco maggiore di quanto qualsiasi altra squadra avesse fatto prima o da allora. Nella finale per il titolo, dati per sfavoriti contro la squadra che li aveva appena battuti, i Bears  accumularono 11 touchdown e li usarono come piedistallo per far crescere la NFL in tutti gli angoli della nazione. ... Il football professionistico, la T-formation e i Chicago Bears furono l'inattesa notizia sportiva dell'anno."